# Waconia
|  | Dieser Artikel wurde aufgrund von inhaltlichen Mängeln auf der Qualitätssicherungsseite des Projektes USA eingetragen. Hilf mit, die Qualität dieses Artikels auf ein akzeptables Niveau zu bringen, und beteilige dich an der Diskussion! Eine nähere Beschreibung der zu behebenden Mängel fehlt. |

Waconia ist eine Stadt im Carver County in Minnesota, Vereinigte Staaten. Bei der Volkszählung 2020 hatte der Ort 13.033 Einwohner. Im Jahr 2000 waren es noch 6814 Einwohner gewesen. Die Stadt entwickelt sich als Bestandteil der Metropolregion Minneapolis-Saint Paul allmählich zu einem Vorort von Minneapolis, das 44 km Luftlinie und 56 Straßenkilometer nordöstlich liegt.

## Demografische Daten
Zum Zeitpunkt des United States Census 2000 bewohnten Waconia 6814 Personen. Die Bevölkerungsdichte betrug 939,6 Personen pro km². Es gab 2646 Wohneinheiten, durchschnittlich 364,9 pro km². Die Bevölkerung Waconias bestand zu 97,06 % aus Weißen, 0,34 % Schwarzen oder African American, 0,12 % Native American, 0,65 % Asian, 0,01 % Pacific Islander, 1,00 % gaben an, anderen Rassen anzugehören und 0,82 % nannten zwei oder mehr Rassen. 1,28 % der Bevölkerung erklärten, Hispanos oder Latinos jeglicher Rasse zu sein.
Die Bewohner Waconias verteilten sich auf 2568 Haushalte, von denen in 40,7 % Kinder unter 18 Jahren lebten. 61,0 % der Haushalte stellten Verheiratete, 7,8 % hatten einen weiblichen Haushaltsvorstand ohne Ehemann und 28,0 % bildeten keine Familien. 23,3 % der Haushalte bestanden aus Einzelpersonen und in 12,2 % aller Haushalte lebte jemand im Alter von 65 Jahren oder mehr alleine. Die durchschnittliche Haushaltsgröße betrug 2,62 und die durchschnittliche Familiengröße 3,12 Personen.
Die Bevölkerung verteilte sich auf 29,9 % Minderjährige, 5,8 % 18–24-Jährige, 35,5 % 25–44-Jährige, 16,3 % 45–64-Jährige und 12,4 % im Alter von 65 Jahren oder mehr. Das Durchschnittsalter betrug 33 Jahre. Auf jeweils 100 Frauen entfielen 91,1 Männer. Bei den über 18-Jährigen entfielen auf 100 Frauen 89,5 Männer.
Das mittlere Haushaltseinkommen in Waconia betrug 55.705 US-Dollar und das mittlere Familieneinkommen erreichte die Höhe von 67.703 US-Dollar. Das Durchschnittseinkommen der Männer betrug 43.535 US-Dollar, gegenüber 29.488 US-Dollar bei den Frauen. Das Pro-Kopf-Einkommen belief sich auf 26.996 US-Dollar. 3,8 % der Bevölkerung und 2,9 % der Familien hatten ein Einkommen unterhalb der Armutsgrenze, davon waren 3,7 % der Minderjährigen und 9,5 % der Altersgruppe 65 Jahre und mehr betroffen.

## Nachweise

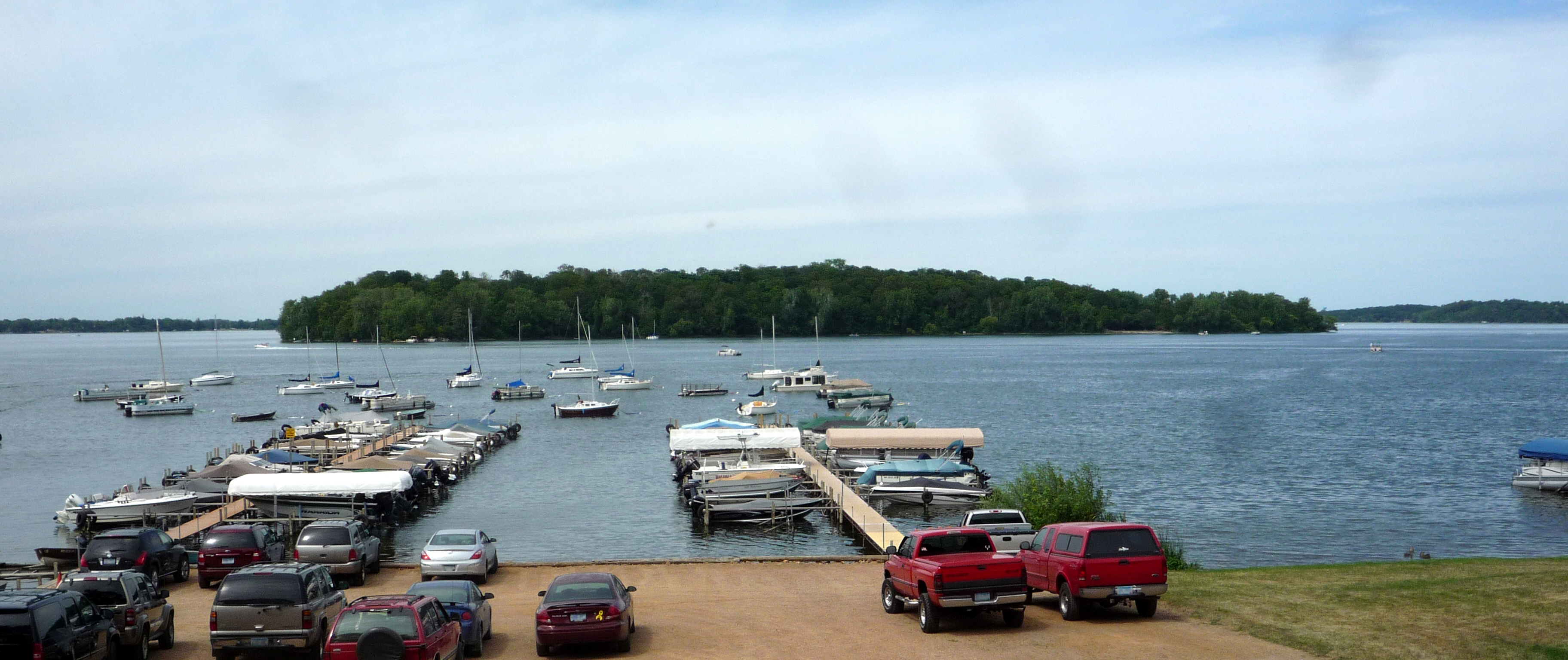
Lake Waconia

1. ↑  US Census Bureau: Search Results. Abgerufen am 5. August 2022 (amerikanisches Englisch).